# W. C. Robinson
Walter Charles Robinson, accreditato come W. C. Robinson (New York, 22 aprile 1873 – Maywood, 13 luglio 1942), è stato un attore statunitense dell'epoca del cinema muto.

## Biografia
Recitò in 177 film tra il 1910 e il 1932.

## Filmografia parziale
- A Flash of Light, regia di David W. Griffith - cortometraggio (1910)
- The Informer, regia di David W. Griffith - cortometraggio (1912)
- Blind Love, regia di David W. Griffith - cortometraggio (1912)
- Il cappello di Parigi (The New York Hat), regia di David W. Griffith - cortometraggio (1912)
- Help! Help!, regia di Mack Sennett e Dell Henderson - cortometraggio (1912)
- So Runs the Way, regia di Christy Cabanne - cortometraggio (1913)
- Giuditta di Betulla (Judith of Bethulia), regia di David W. Griffith (1914)
- Luci della città (City Lights), regia di Charlie Chaplin (1931)